# Антремон (долина)
45°58′01″ пн. ш. 7°12′00″ сх. д. / 45.967° пн. ш. 7.2° сх. д.
Антремон, або Валь д'Антремон (Val d'Entremont) — долина в Швейцарії в окрузі Антремон у кантоні Вале. Долина з'єднана з Великим Сен-Бернаром (2469 м над рівнем моря) однойменним тунелем через автотрасу 21, яка забезпечує сполучення з сусідньою Італією.

## Географія
Долина Антремон, через яку протікає річка Дранс д'Антремон, межує з долиною Валь де Бань на рівні муніципалітету Санбранше. Разом з притокою Дранс де Бань річка Дранс д'Антремон утворює річку Дранс, яка впадає в Рону поблизу Мартіньї, де долина Антремон переходить в долину Рони.
Від Санбранше вгору за течією долина повертає на південь. На висоті Орсьєра вона ділиться на дві частини: західна долина утворює Валь-Ферре в напрямку Ла-Фулі. Долина Антремон, у свою чергу, далі піднімається в напрямку Ліда та Бур-Сен-П'єра. На сході межує з гірським масивом Гран-Комбен. Нижче Бур-Сен-П'єра лежить водосховище Лак-де-Туль, за яким починається перша ділянка перевалу Великий Сен-Бернар, а також північний портал однойменного тунелю.

### Гори
Основні гори, які оточують долину:
- Гран-Комбен (4314 м )
- Мон-Велан (3731 м )
- Комбен-де-Корбассьєр (3714 м)
- Петі-Комбен (3663 м)
- Мон-Роньє (3084 м)

## Туристичні місця та пам'ятки

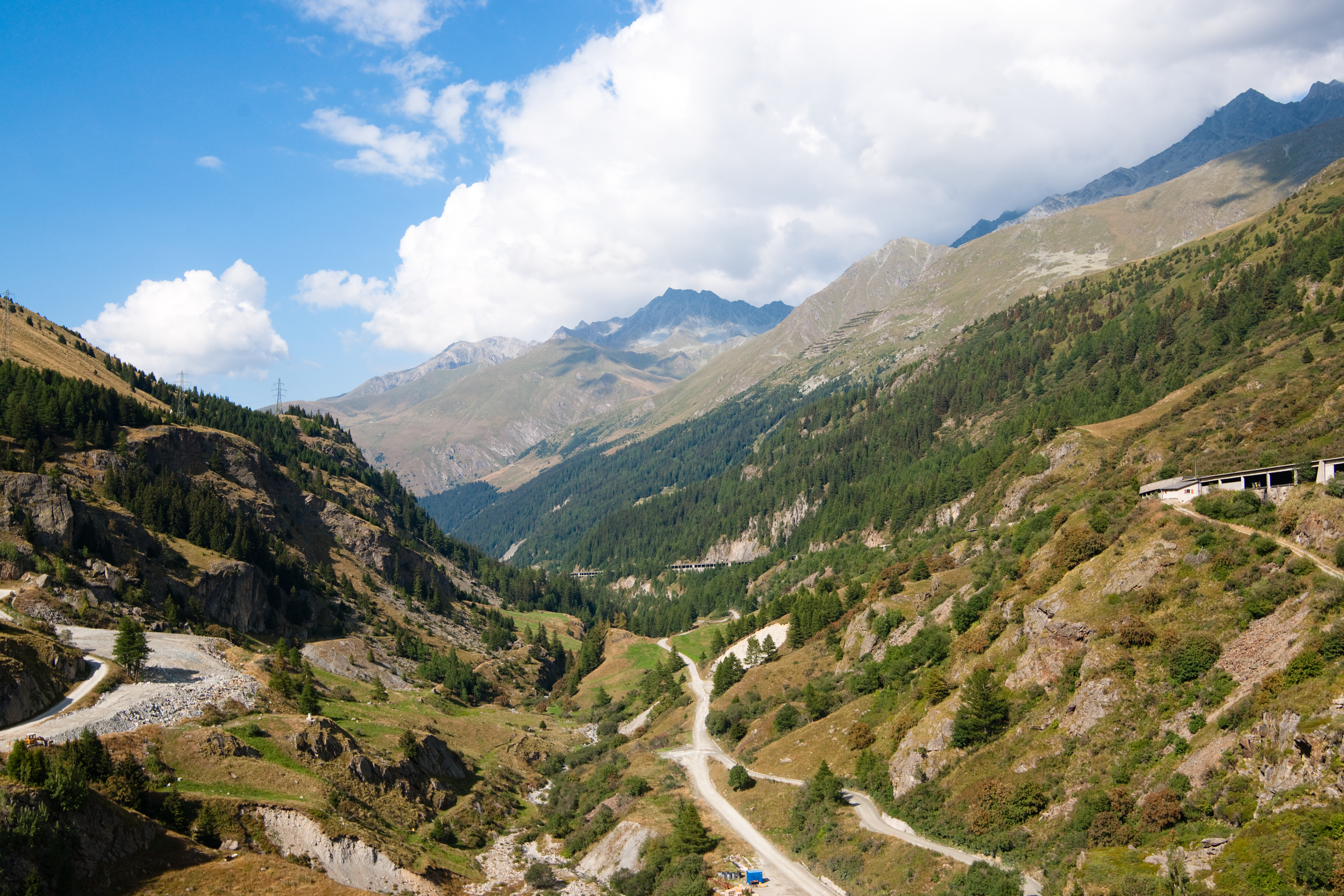
Вид на Валь д'Антремон

- Боверньє (відгалуження до Коль-де-Шампе через провал Горж-дю-Дюрнан до Орсьєра)
- Самбранше (перехрестя Val d'Entremont і Валь де Бань, 714 м)
- Орсьєр (901 м)
- Лід (1346 м )
- Бур-Сен-П'єр (1623 м)
- Тульське озеро (1810 м)
- Північний портал тунелю Великий Сен-Бернар в Бур-Сан-Бернарі (1916 м)
- Великий Сан-Бернар (2469 м) з госпісом